# Szturmowa Grupa Batalionowa „Forlì”
Szturmowa Grupa Batalionowa „Forlì” (wł. Gruppo Battaglioni d’assalto "Forlì") – jednostka wojskowa Sił Zbrojnych RSI pod koniec II wojny światowej.

## Historia
W sierpniu 1944 r. z inicjatywy grupy oficerów lotnictwa została sformowana Kompania Szturmowa „Forlì”. Na jej czele stanął por. Pier Vittorio Riccardi. Wkrótce połączono ją z Compagnia della Morte di Arezzo ze składu Brigate Nere XXXV „Don Emilio Spinelli” z zachowaniem dotychczasowej nazwy. Oddział działał na obszarze Forlì-Cesena. Pod koniec października 1944 r. został przeniesiony na południe od rzeki Ronco. 9 listopada przydzielono go do niemieckiego I Batalionu 992 Pułku Grenadierów 278 Dywizji Piechoty gen. Harry'ego Hoppego. Kompania Szturmowa „Forlì” pozostawała na wpół samodzielnym pododdziałem. W poł. listopada dostała się pod ogień nieprzyjacielskiej artylerii i ataków lotniczych, co zmusiło ją do odwrotu do Villafranca di Forlì nad rzeką Montone, a następnie do Merlaschio. Front ustabilizował się na tym odcinku do końca grudnia. W tym czasie kompania została wzmocniona do wielkości batalionu. W ten sposób powstał Batalion Szturmowy „Forlì”. Systematycznie wycofywał się on na północ, osiągając 10 lutego 1945 r. rzekę Senio. Pod koniec lutego został przeniesiony na północny wschód od Bolonii na odpoczynek i uzupełnienie strat. Został tam przekształcony w Szturmową Grupę Batalionową „Forlì” w składzie I Batalionu Arditi oraz II Batalionu i III Batalionu Bersalierów, które znajdowały się w trakcie formowania. W skład grupy weszła też sekcja artylerii (3 działa 100/17). Większość uzbrojenia była pochodzenia niemieckiego. W marcu na front nad rzekę Senio trafił I Batalion Arditi z przydziałem do niemieckiej 278 DPiech. W kwietniu alianci rozpoczęli ofensywę w kierunku na Bolonię. Włosi wraz z niemieckim 992 Pułkiem Grenadierów zostali okrążeni przez oddziały amerykańskie, ale udało im się w dniach 24-25 kwietnia przedrzeć się nad rzekę Po. Następnie rozpoczęli odwrót, poddając się wraz z 278 DPiech. w dolinie Agordo 2 maja.